# Takaya Kawanabe
Takaya Kawanabe (ur. 22 grudnia 1988 w Prefektura Saitama) – japoński piłkarz występujący na pozycji pomocnika.

## Kariera piłkarska
Od 2007 do 2014 roku występował w Omiya Ardija, Tanjong Pagar United, Jūrmala, Mladost Podgorica i Rudar Prijedor.